# 트레버 리자우어

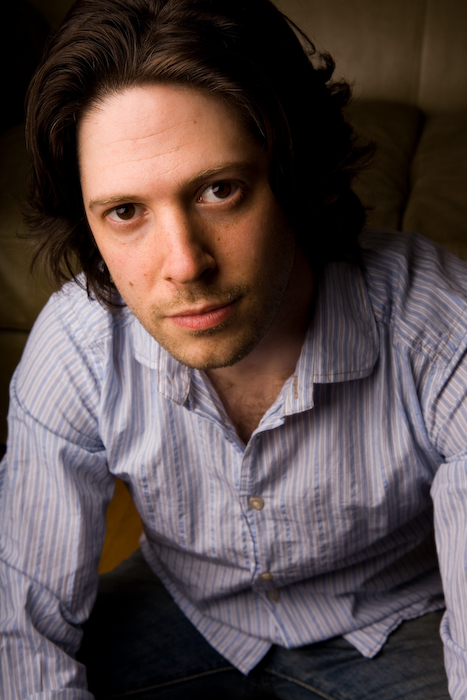

트레버 리자우어(Trevor Lissauer, 1973년 10월 29일 ~ )는 미국의 배우, 영화배우, 텔레비전 배우, 음악가이다.
댈러스에서 태어났다.

## 영화
- 라라랜드 (2016년) - 발렛 역
- 그럼피 캣츠 워스트 크리스마스 에버 (2014년)
- 아메리칸 카우슬립 (2009년)
- 스크림 오브 더 비키니 (2009년)
- 르노 911! (2003년)
- 이레이저블 유 (1998년)
- 아메리칸 뱀파이어 (1997년)
- 사브리나 - TV 시리즈 (1996년)
- 스케이트보드 키드 (1993년)